# Armillaria omnituens
Armillaria omnituens là một loài nấm trong họ Physalacriaceae. Loài này phân bố ở Asia.